# Barnet (film fra 1909)
 For alternative betydninger, se Barnet. (Se også artikler, som begynder med Barnet)
Barnet er en dansk stumfilm fra 1909 produceret af Nordisk Films Kompagni og instrueret af Viggo Larsen.
Filmen er et melodrama, hvor et ægtepar bliver skilt på grund af formodet utroskab. Parrets barn forsoner dem imidlertid. 
Mand og kone skilles på grund af formodet utroskab. Barnet forsoner dem.

## Medvirkende
- August Blom
- Gustav Lund
- Elith Pio
- Otto Lagoni
- Gudrun Kjerulf